# Továrna UP závodů (Třebíč)
Továrna UP závodů, resp. továrna Spojených uměleckoprůmyslových závodů v Třebíči-Domcích je nemovitá kulturní památka, jejíž návrh vytvořil architekt Josef Gočár.

## Historie
Objekty továrny UP závodů stojí na rohu ulic Sušilovy, Dobrovského a Šafaříkovy. Dokončeny byly v roce 1922. Jejich autor, architekt Josef Gočár, jejich podobu určil rondokubistickým stylem. Svému průmyslovému účelu – výrobě nábytku – budovy sloužily až do roku 2000. V roce 2020 jsou dokončovány první byt v rámci přestavby a úpravy areálu.

## Popis
Soubor objektů se člení takto:
1. budova čp. 247 – administrativní část, ateliér;
2. budova čp. 346 – výrobní prostory:
  - v prvním podlaží průjezd do dvora, čekárna a skladiště;
  - v zbylých podlažích velkoplošné haly se zázemím (umývárny, místnost pro mistra);
3. budovy čp. 246 – administrativní prostory (pozdější) a
4. budova čp. 266 – menší dílny.

Z hlediska památkové péče jsou podstatné tyto okolnosti:
1. Josef Gočár jako autor projektu,
2. průmyslových objektů ze začátku 20. století se v České republice nedochovalo mnoho,
3. nezměnila se dispozice objektů,
4. hodnota některých prvků: fasády, arkýř se schodištěm na dvorní fasádě budovy čp. 346, sloupů s kubizujícími hlavicemi, věže vodojemu na střeše budovy čp. 346 a několik dochovaných truhlářských detailů v interiéru budovy.

Co se týče barevnosti exteriéru a interiéru, navrhována byla bílo-červeno-modrá kombinace. K její realizaci však nikdy nedošlo.

## Galerie

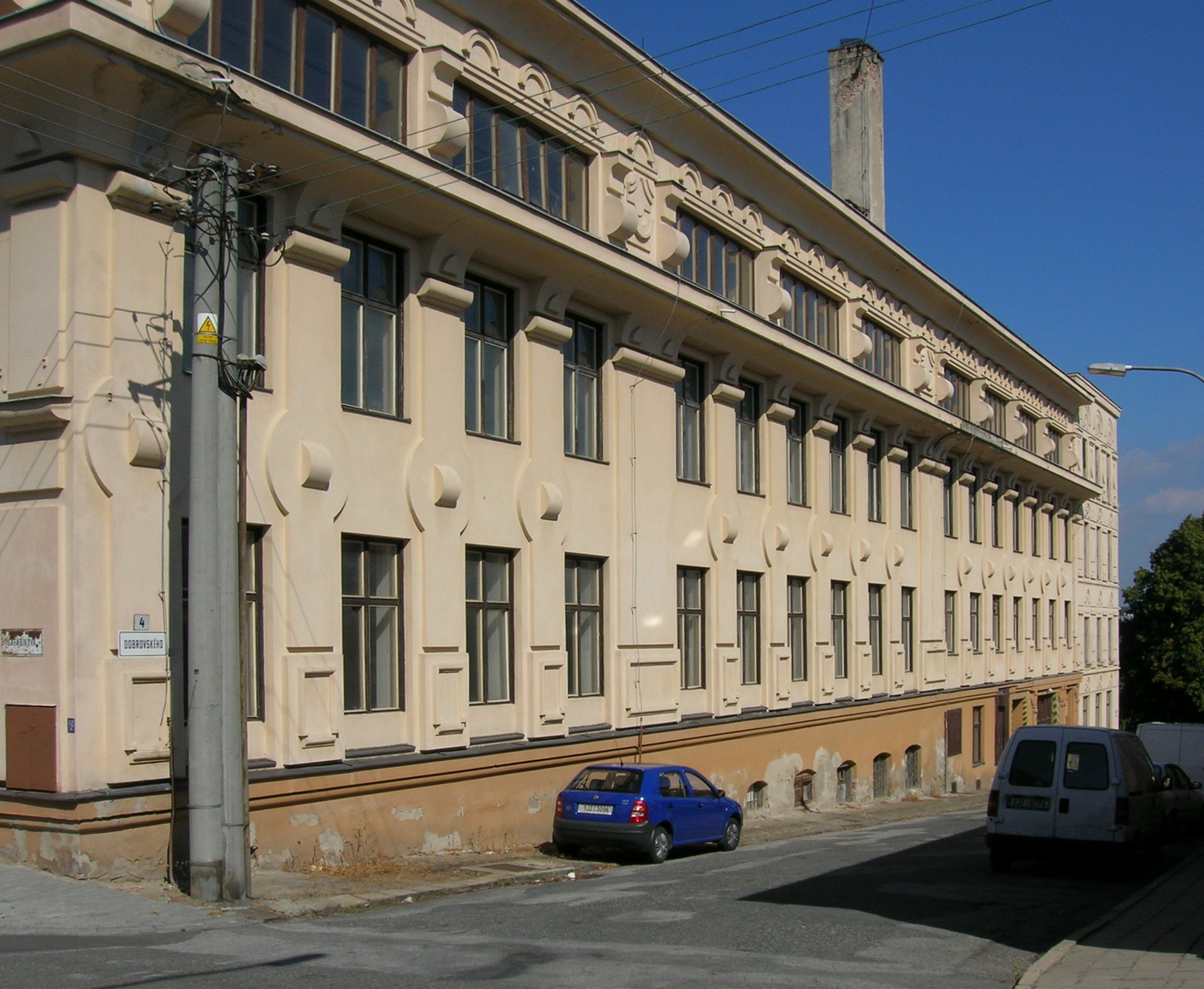
Továrna z ulice Dobrovského. Patrná je mocná kordónová římsa
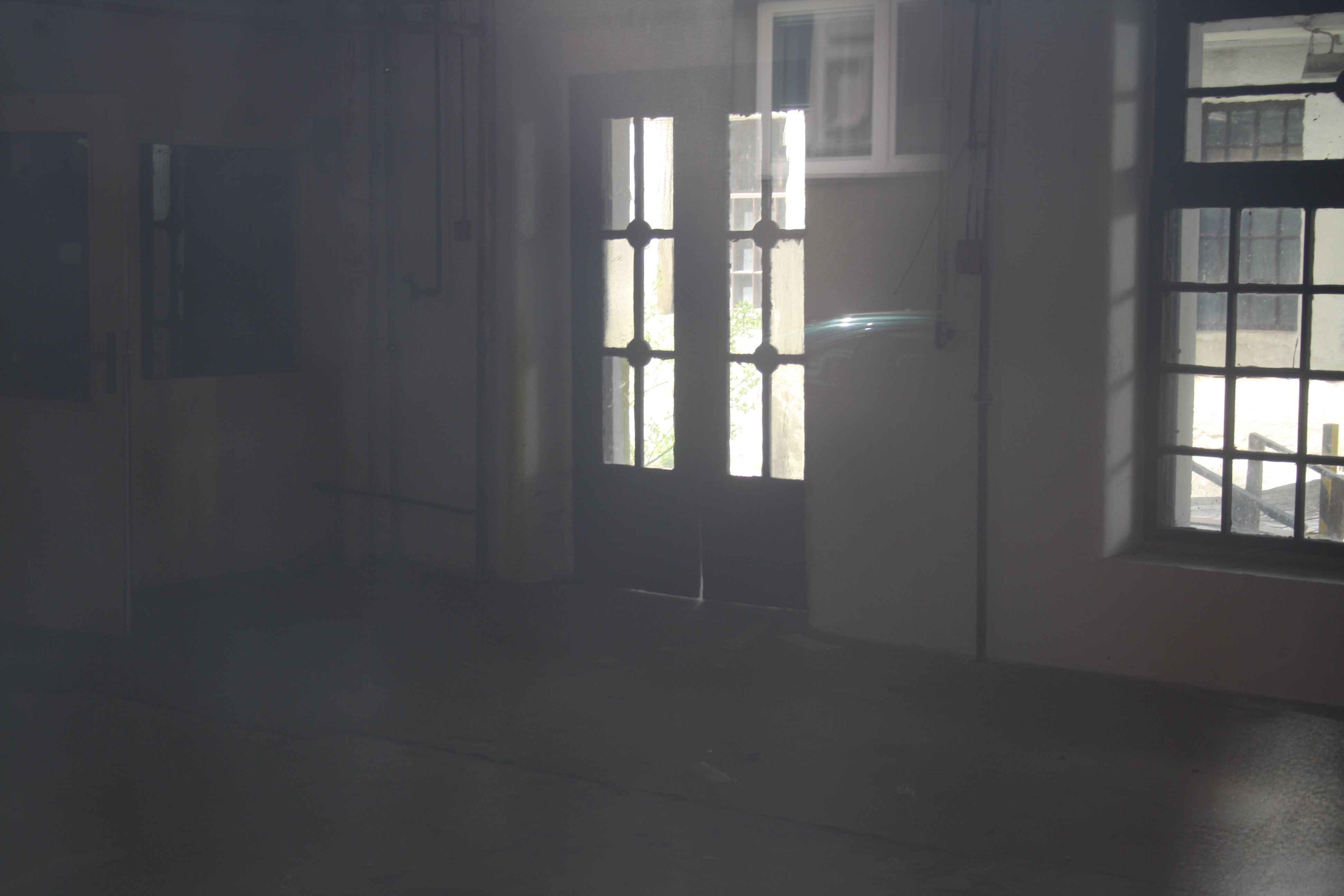
Interiér jedné z hal
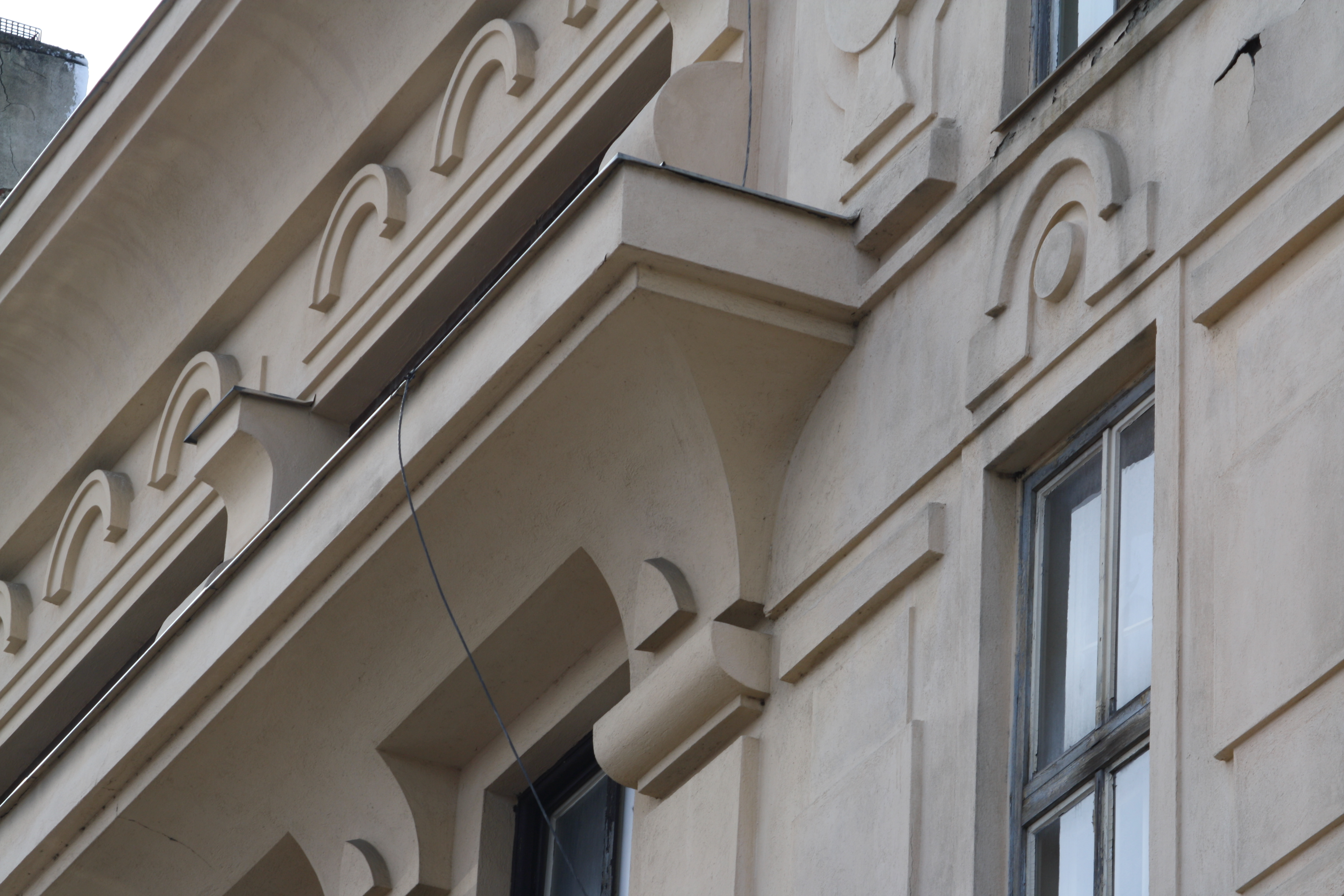
Detail kordónové římsy na budově
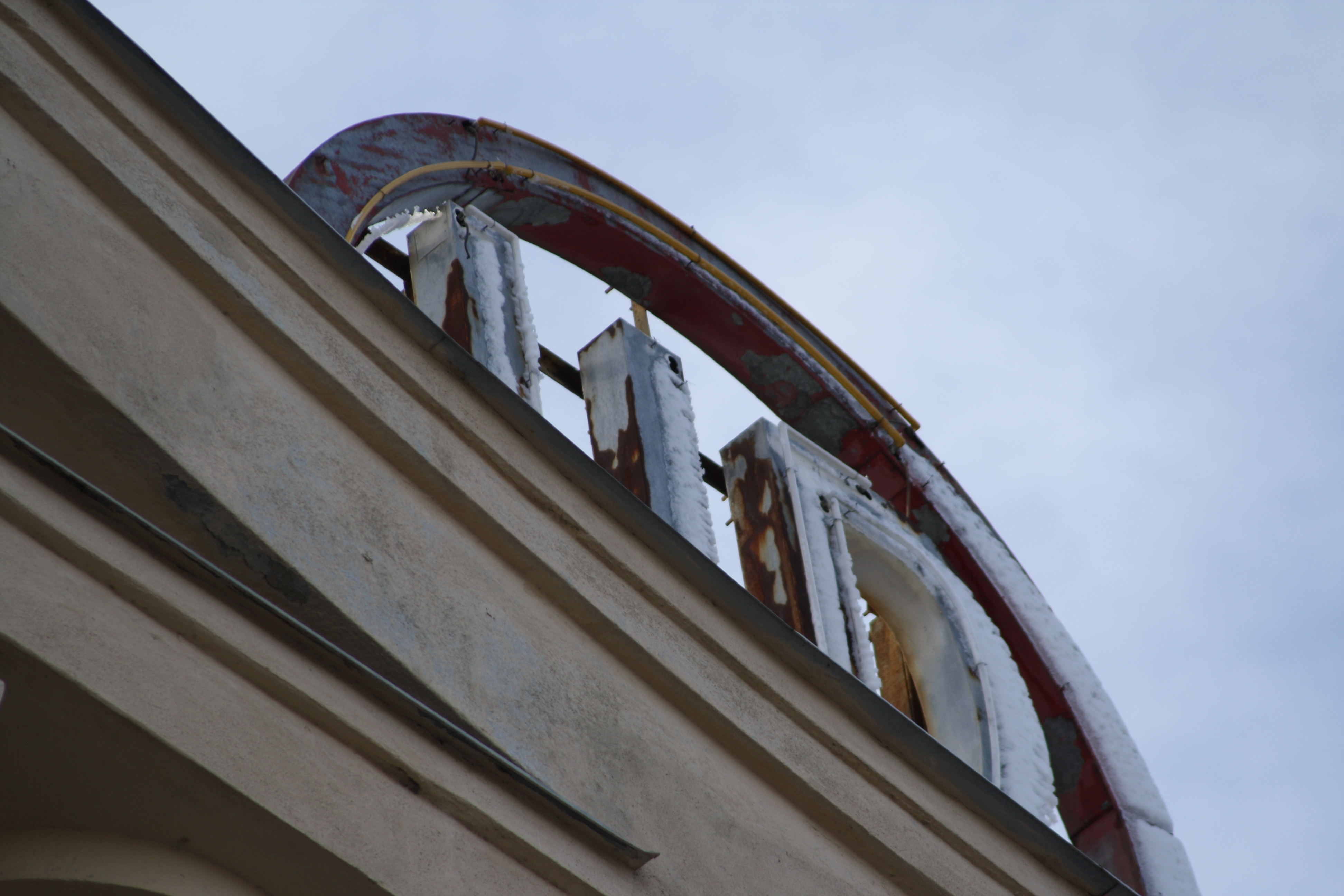
Logo továrny na jejím čelním profilu
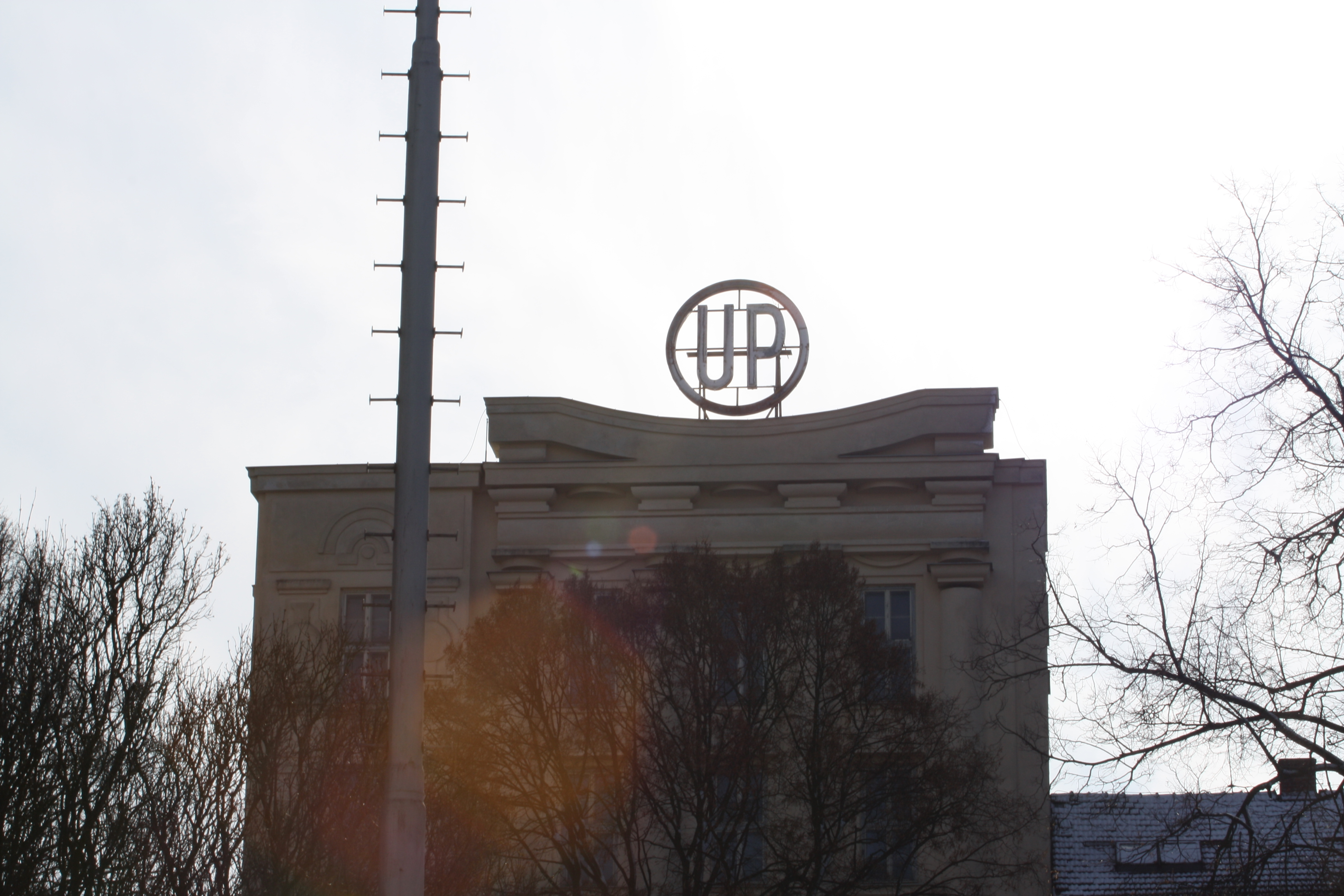
Čelní štít budovy